# Annaberg (Dingelstädt)
Annaberg ist ein Weiler am Rande des Eichsfelds und gehört zur Stadt und Landgemeinde Dingelstädt im thüringischen Landkreis Eichsfeld.

## Lage
Der Weiler Annaberg ist ein ovaler Rundling. Dieser Ortsteil liegt ungefähr eineinhalb Kilometer westlich von Struth auf einem Bergsporn am Fuß des kahlen und landwirtschaftlich genutzten 516,5 Meter über NN befindlichen Berg Rain. Er ist im Osten, Süden und Westen von Wald umgeben und über die Kreisstraße 211 mit Struth verbunden. Ab Struth besteht Anschluss an die Landesstraße 1008 und Bundesstraße 249 bei Eigenrieden. Unmittelbar südlich im Tal befindet sich die Friedaquelle.

## Geschichte
Im Jahr 1714 wurde der Ort erstmals urkundlich erwähnt. Um 1600 soll es dort eine erste Kapelle gegeben haben, 1714 wurde sie dann komplett aus Stein erneuert, wobei der 1672 erbaute Glockenturm erhalten wurde. Auf einer alten hessisch-eichsfeldischen Grenzkarte aus dem Jahr 1582 ist zwischen dem Kloster Zella und dem Dorf Struth Closter Zellisch Vorwerk (schwer lesbarer Schriftzug) mit mehreren Gebäudeteilen verzeichnet, möglicherweise handelt es sich dabei um eine bereits bestehende Siedlung an diesem Ort. Der Name Annaberg für den Berg und den Ort wurden wohl erst mit der Annaverehrung am Wallfahrtsort gebräuchlich. Annaberg gehörte soweit bekannt immer zum Kloster Zella und wurde von dort verwaltet.
1810 wurde das Kloster zusammen mit Annaberg an einen privaten Gutsherren verkauft. Ein über Jahrhunderte gebräuchliche Wallfahrt zur Annenkapelle endete nach einem langen Rechtsstreit in der Mitte des 19. Jahrhunderts, die Kapelle wurde schließlich 1869 abgerissen. Das Gut wurde trotz ungünstiger Boden- und Klimabedingungen weiterhin landwirtschaftlich genutzt. Nach der Bodenreform 1945 wurden mehrere Neubauernhöfe errichtet, 1969 wurde der landwirtschaftliche Betrieb in die LPG Obereichsfeld-Struth integriert.
Annaberg und Kloster Zella wurden 1966 von der Gemeinde Effelder nach Struth ausgemeindet. Heute gibt es an Stelle der ehemaligen Kapelle einen Bildstock zu Ehren der Heiligen Anna.

## Wallfahrt
Über den Ursprung und Beginn der Wallfahrt auf den Annaberg ist wenig bekannt. Vermutlich nach dem Dreißigjährigen Krieg wurde ein Selbdrittbild in einer kleinen Kapelle aufgestellt. Ein Kreuzweg führte vom Kloster Zella hinauf auf den Berg. Nachdem die Kapelle abgerissen wurde, kam die Wallfahrt zum Erliegen. Heute gibt es wieder eine kleine Wallfahrt im Juli von Struth zum neu errichteten Bildstock.